# ルエーレイア
ルエーレイア（学名 Ruehleia 「ルエーレイア（人名）にちなんだ名前」の意味）は、ドイツの後期三畳紀に生息した恐竜の属。模式種はルエーレイア・ベドハイメンシス、2001年にガルトンによって記載され、ドイツの古生物学者リューレ・フォン・リリエンステルンにちなんで命名された。1952年に発見されたホロタイプは、頸椎、背椎、尾椎からなるほぼ完全な骨格で構成されている。体骨格は部分的な仙骨、肩甲烏口骨、骨盤、四肢の大部分、そして部分的に手の骨からなる。ルエレイアとも表される。

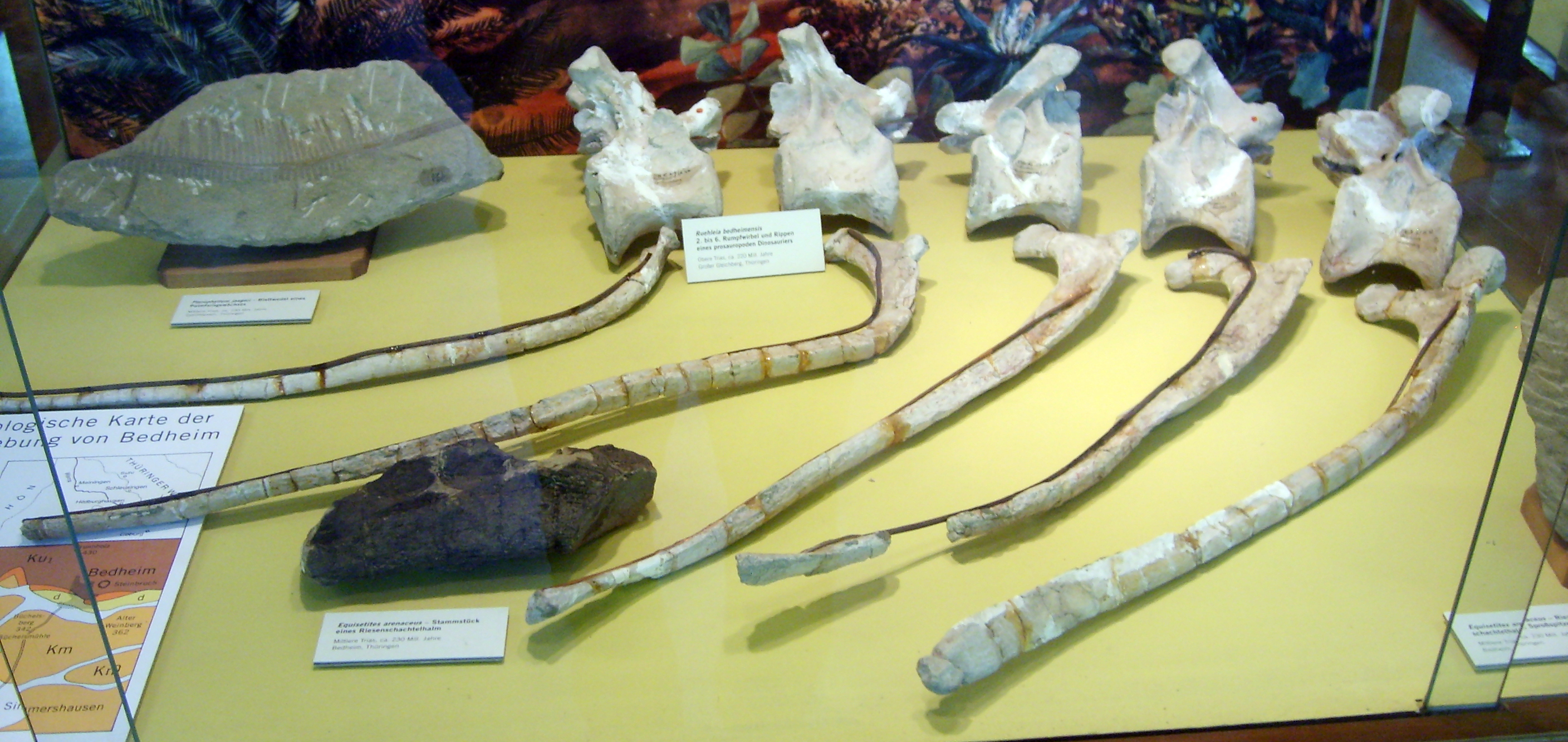
同様にベルリンの自然史博物館に展示されているルエーレイアの脊椎と肋骨

ルエーレイアの化石はドイツ中部で発見され、およそ2億1600万年から2億800万年前のノーリアン期に遡る。